# Tatra 77

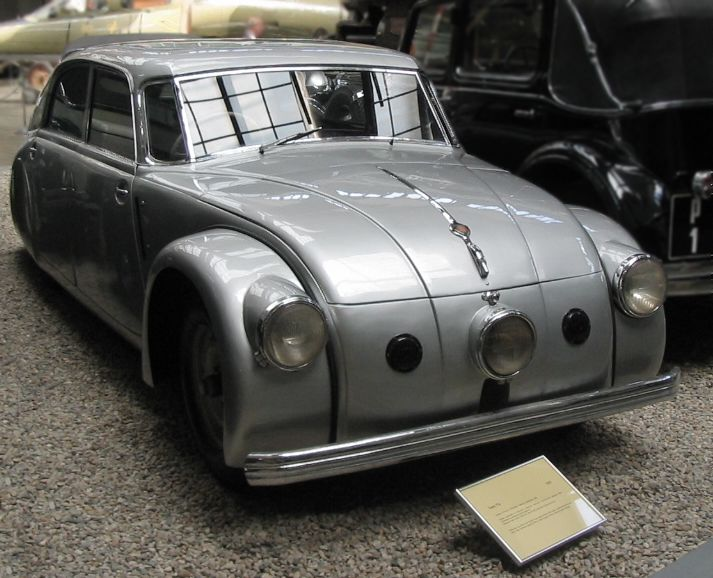
Tatra 77 A

Tatra 77 je automobil vyšší třídy vyráběný československou automobilkou Tatra mezi lety 1934–1938 ve dvou sériích. T 77 je prvním sériově vyráběným vozem s aerodynamickou karosérií. Za čtyři roky bylo celkem vyrobeno 255 kusů obou typů. Jejím následníkem byl od roku 1936 dva roky paralelně vyráběný modernější a rychlejší typ Tatra 87.

## Historie
V roce 1931 začala Tatra, po pokusech s prototypem malého automobilu s motorem vzadu označeným jako Tatra V 570, s vývojem nového velkého a luxusního vozu s aerodynamickou karosérií. Vývoj probíhal za přísného utajení. Tak vznikl druhý prototyp V 570 (1933) s opravdu proudnicovou karosérií. Z něj odvozený prototyp vozu T 77 byl prvním automobilem, jehož aerodynamické vlastnosti se optimalizovaly a testovaly v aerodynamickém tunelu, do té doby používaném pro vývoj a testy letadel a vzducholodí. Duchovními otci pokrokové řady vozů Tatra byli Hans Ledwinka jako šéfkonstruktér a inženýr Erich Übelacker odpovědný za karosérii. Návrh karoserie vycházel i z nápadů a znalostí švýcarského aerodynamika maďarského původu Paula Jaraye.

### Tatra 77
Tatra 77 byla poprvé představena 5. března 1934 na karlovarské silnici, 8. března na berlínském autosalonu a na podzim 1934 na autosalonu v Paříži. Její uvedení i zde způsobilo senzaci. Už během března 1934 tak začala éra sériové výroby automobilů Tatra s aerodynamickou karosérií, vzduchem chlazenými motory uloženými vzadu a výkyvnými poloosami. T 77 byla také prvním automobilem firmy s celoocelovou polosamonosnou karosérií. Motor byl umístěn dozadu přímo k hnané nápravě, čímž odpadl obvyklý středový tunel pro centrální rouru a výfukové potrubí. Tím také došlo ke snížení hmotnosti, což bylo jedním z cílů konstruktérů, mimoto podvozek tak mohl být velmi plochý.
Součinitel odporu T 77 měl hodnotu 0,36. To umožňovalo vozu lehce dosáhnout a udržet maximální rychlost 145 kilometrů za hodinu, a to s motorem o výkonu „pouhých“ 44 kW, když běžné vozy té doby k tomuto potřebovaly motor o výkonu přes 75 kW.
Charakteristickým znakem T 77 byla také záď zvolna splývající až do úrovně podlahy. Byla rozdělena svislou centrální plochou, která byla u různých typů různě velká a měla vyrovnávat účinek bočního větru na vůz s lehkou přídí. Vůz byl poháněn vzduchem chlazeným osmiválcovým zážehovým motorem uspořádaným do V s rozvodem OHC. Ten při objemu 2969 cm³ dával výkon 60 koní (44 kW) a umožňoval 1700 kilogramů těžkému vozu vyvinout maximální rychlost 145 km/h. Do roku 1935 bylo vyrobeno 101 kusů typu T 77.

### Tatra 77 A

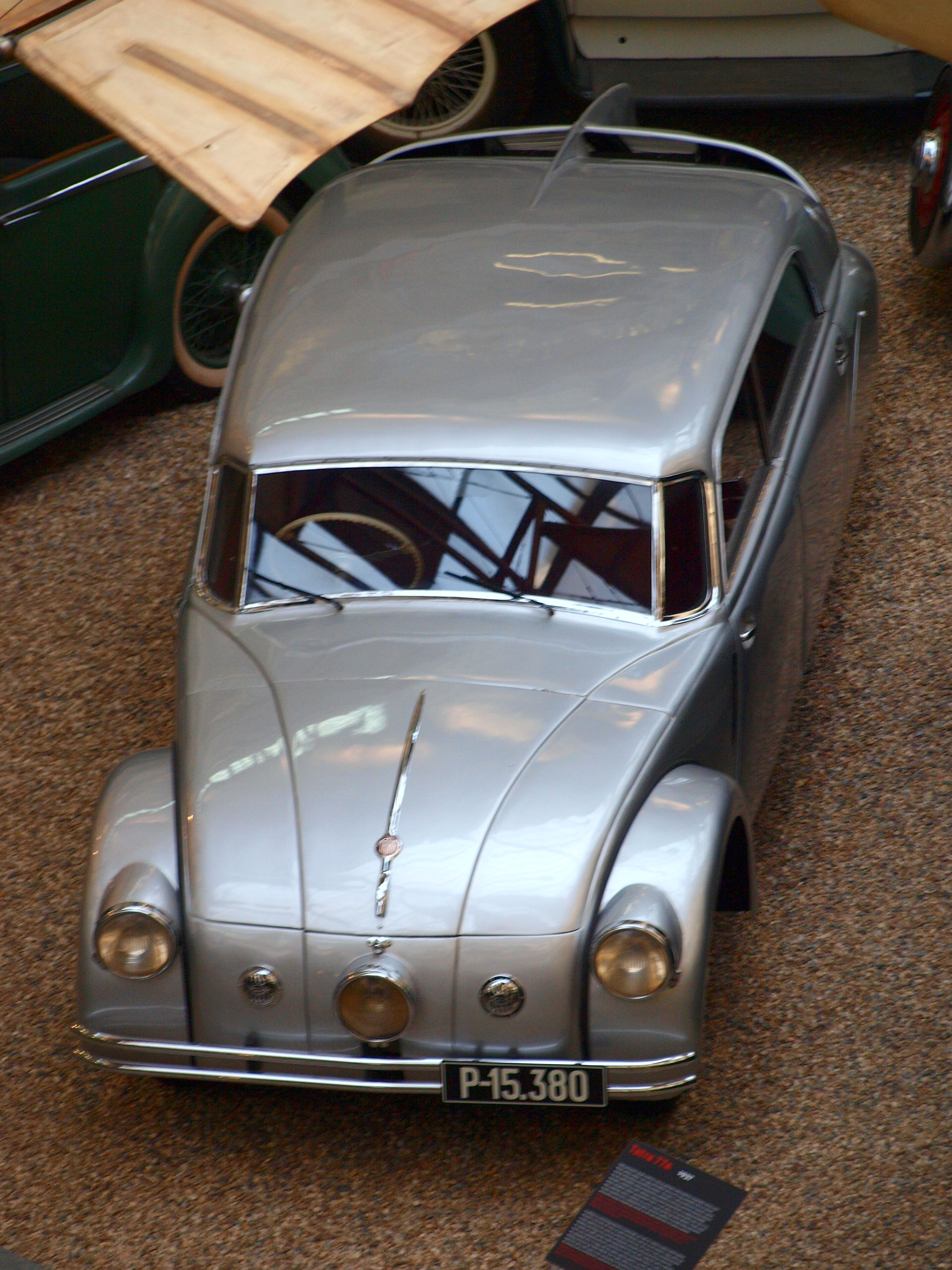
Tatra 77 A v Národním technickém muzeu v Praze

V roce 1935 byl vyvinut zdokonalený typ T 77 A. Tato přepracovaná verze používala motor s objemem 3378 cm³ o výkonu 75 koní (55 kW), součinitel odporu byl přibližně 0.36 (hodnota 0,21 někdy citována je testu 1:10 modelu). Rozvor byl prodloužen o 10 centimetrů, čímž se zlepšily jízdní vlastnosti. Zvýšila se i maximální rychlost na hodnotu přes 150 km/h. Opticky je typ 77 A lehce rozeznatelný – poprvé byl u vozu Tatra použit třetí přední světlomet – umístěný uprostřed. I když byl v roce 1936 představen následující typ T 87, výroba T 77 A pokračovala díky neustávajícímu zájmu a tak bylo do roku 1938 vyrobeno celkem 154 kusů.
Celkově bylo vozů T 77 a T 77 A ve všech provedeních vyrobeno 255 kusů (nepočítaje prototypy), přičemž díky přáním a požadavkům zákazníků a ruční výrobě byly všechny vozy v detailech odlišné.

## Technická data
Typ 77 modely 1934–1935
- Délka: 5130 mm
- Šířka: 1700 mm
- Výška: 1500 mm
- Rozvor: 3150 mm
- Rozchod vpředu: 1300 mm
- Rozchod vzadu: 1300 mm
- Světlost: 220 mm
- Motor: osmiválcový do V s rozvodem OHV, vzduchem chlazený (2 axiální ventilátory)
  - Objem: 2969 cm³
  - Výkon: 60 koní (44 kW) při 3500 ot/min
- Převodové ústrojí:
  - Spojka: mechanická jednolamelová suchá, Komet Mecano
  - Převodovka: čtyřstupňová, 3. a 4. stupeň synchronizovány
- Poháněná náprava: zadní
- Hmotnost: 1700 kg
- Maximální rychlost: 145 km/h (údaj výrobce)
- Spotřeba: 14-16 l/100 km

Typ 77 A modely 1935–38
- Délka: 5410 mm
- Šířka: 1700 mm
- Výška: 1500 mm
- Rozvor: 3250 mm
- Rozchod vpředu: 1300 mm
- Rozchod vzadu: 1300 mm
- Světlost: 220 mm
- Motor: osmiválcový do V s rozvodem OHC, vzduchem chlazený (2 axiální ventilátory)
  - Objem: 3378 cm³
  - Výkon: 75 koní (55 kW) při 3500 ot/min
- Převodové ústrojí:
  - Spojka: mechanická jednolamelová suchá, Komet Mecano
  - Převodovka: čtyřstupňová, 3. a 4. stupeň synchronizovány
- Poháněná náprava: zadní
- Hmotnost: 1800 kg
- Maximální rychlost: 150 km/h (údaj výrobce)
- Spotřeba: 14–16 l/100 km